# Gerhard Lozek
Gerhard Lozek (* 9. August 1923 im Klein Augezd bei Teplitz-Schönau (Böhmen); † 28. August 2008 in Berlin) war ein deutscher Historiker.
Lozek besuchte die Grundschule in Sobrusan und die weiterführende Schule in Dux. Von 1941 bis 1945 leistete er Wehrdienst in der Wehrmacht; 1945 desertierte er. Nach 1945 studierte er Geschichte an der Humboldt-Universität zu Berlin und wurde 1963 am Institut für Gesellschaftswissenschaften beim Zentralkomitee der SED promoviert. Später habilitierte er sich. Er war von 1965 bis 1988 Forschungsbereichsleiter am Institut für Geschichte der Deutschen Akademie der Wissenschaften.
Sein Forschungsgebiet war die westdeutsche Geschichtsschreibung.

## Schriften (Auswahl)
- mit Horst Syrbe: Geschichtsschreibung contra Geschichte. Über die antinationale Geschichtskonzeption führender westdeutscher Historiker, Berlin 1964 (Zugleich: bearbeitete Diss. A).
- Wer macht Geschichte? Dietz, Berlin 1965.
- Unbewältigte Vergangenheit. Kritik der bürgerlichen Geschichtsschreibung in der BRD. Akademie-Verlag, Berlin 1970 (1. Aufl.), 1971 (2. Aufl.) 1977 (3. neubearb. u. erw. Aufl.).
  - als Lizenzausgabe: Kritik der bürgerlichen Geschichtsschreibung. Handbuch. Pahl-Rugenstein-Verlag, Köln 1970 (1. Aufl.), 1971 (2. Aufl.), 1973 (3. Aufl.), 1977 (4. neubearb. u. erw. Aufl.).
- mit Werner Berthold, Helmut Meier: Grundlinien und Entwicklungstendenzen in der Geschichtswissenschaft der BRD (1945–1975). Lehrmaterial zur Ausbildung von Diplomlehrern für Geschichte, Hauptabteilung Lehrerbildung d. Ministeriums für Volksbildung, Potsdam 1977.
- mit Rolf Richter: Legende oder Rechtfertigung? Zur Kritik der Faschismustheorien in der bürgerlichen Geschichtsschreibung. Akademie-Verlag, Berlin 1979.
- mit Walther Eckermann, Hubert Mohr, Kurt Adamy, Erich Donnert, Helmut Lötzke, Anatolij Michailovic Sacharow: Einführung in das Studium der Geschichte. 3., völlig neu erarb. Aufl., Berlin 1979.
- Illusionen und Tatsachen. Anachronistische BRD-Geschichtsschreibung über die DDR. Dietz, Berlin 1980.
- mit Alfred Loesdau: Zeitalter im Widerstreit. Grundprobleme der modernen Epoche seit 1917 in der Auseinandersetzung mit der bürgerlichen Geschichtsschreibung. Dietz, Berlin 1982.
- (Hrsg. mit Peter Bachmann, E. Diehl, Heinz Heitzer): Geschichte, Ideologie, Politik. Auseinandersetzungen mit bürgerlichen Geschichtsauffassungen in der BRD. Dietz, Berlin 1983.
- Die Totalitarismus-Doktrin im Antikommunismus. Kritik einer Grundkomponente bürgerlicher Ideologie. Dietz, Berlin 1985.
- Stalinismus – Ideologie, Gesellschaftskonzept oder was? Helle Panke, Berlin 1993 (= Klartext. Heft 4).
- Totalitarismus – (k)ein Thema für Linke? Helle Panke, Berlin 1995 und 1997 (= Pankower Vorträge. Heft 1).
- (Hrsg.): Geschichtsschreibung im 20.Jahrhundert. Neuzeithistoriographie und Geschichtsdenken im westlichen Europa und in den USA. Fides, Berlin 1998, ISBN 3-931363-08-2.
- Die ethnischen Konflikte auf dem Balkan in historischer Sicht. Helle Panke, Berlin 2000.